# Vida a l'ombra
El concepte de vida a l'ombra és una hipòtesi avançada pel cosmòleg Paul Davies, president del grup de treball SETI: Ciència i Tecnologia Postdetecció de l'Acadèmia Internacional d'Astronàutica. La hipòtesi suggereix que, si la vida ha evolucionat més d'una vegada a la Terra, podria haver-hi microorganismes que no tenen cap relació evolutiva amb les altres formes de vida conegudes. Davies creu que, si els científics descobrissin una forma alternativa de vida microbiana a la Terra, significaria que hi ha una gran probabilitat que la vida hagi sorgit a molts altres llocs de l'Univers. Suggereix que alguns indicadors podrien ser formes alternatives de bioquímica, com ara aminoàcids dextrogirs, un codi genètic diferent o fins i tot material genètic que no estigui basat en cadenes d'àcids nucleics (ADN o ARN) o biopolímers. La hipòtesi contempla la possibilitat que els organismes que descendeixen d'aquest «segon origen» hagin sobreviscut fins a l'actualitat en una biosfera a l'ombra.